# Panca a inversione

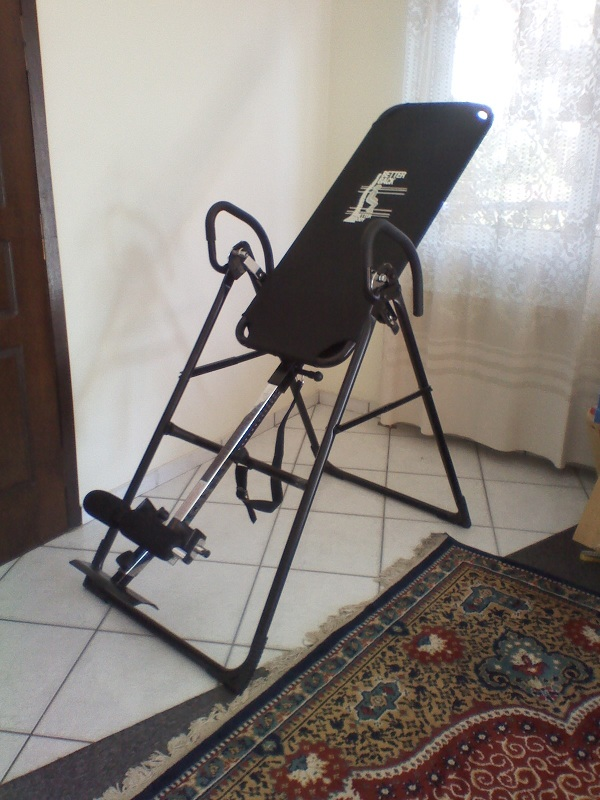
Una panca a inversione pronta per l'uso

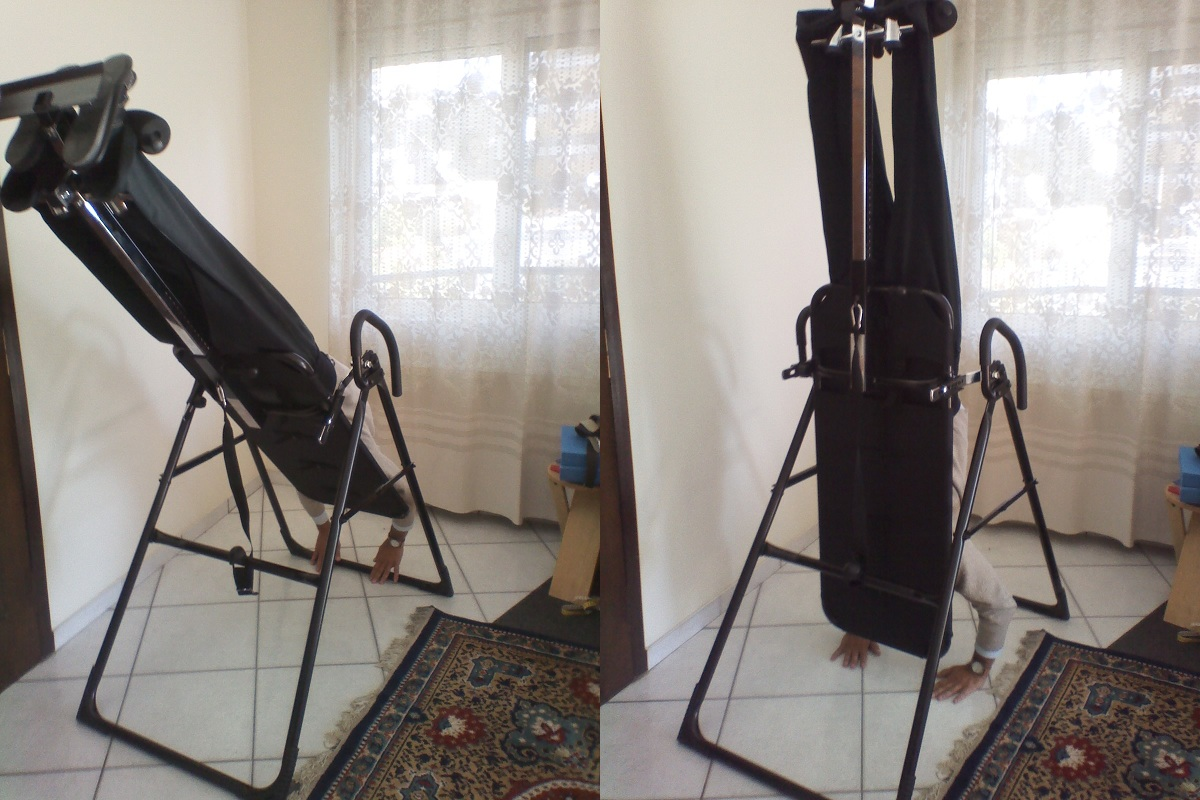
Una panca a inversione in opera

La panca a inversione (o panca a inversione gravitazionale) è un attrezzo che consente all'utente di stare sdraiato a testa in giù, eventualmente con diverse inclinazioni, e di raggiungere l'inclinazione desiderata in modo graduale e confortevole. Concettualmente, questo tipo di esercizio rientra nella categoria dei trattamenti di trazione della colonna vertebrale. 

## Meccanismo di funzionamento
Quando il peso corporeo è sospeso tramite un ancoraggio alla parte inferiore del corpo stesso (es. piedi, caviglie...) la forza di gravità può avere un'azione di decompressione sulle varie articolazioni che giacciono al di sotto del punto di ancoraggio. Quando si è appesi a testa in giù, infatti, tali articolazioni vengono sollecitate con una forza pressoché uguale in valore assoluto ma opposta come verso rispetto alla sollecitazione che esse subiscono quando la persona mantiene una stazione eretta.

## Utilizzo terapeutico
La panca a inversione non è utilizzata nella pratica terapeutica standard ufficiale della fisioterapia, e la medicina ufficiale non ascrive all'uso della panca a inversione nessun beneficio specifico, con la possibile eccezione di un sollievo momentaneo di alcune forme di dolore. Per esempio, chi soffre di lombalgia da compressione (ernia del disco) può provare una sensazione di sollievo in seguito alla distensione della muscolatura della schiena durante il capovolgimento.  

## Controindicazioni al trattamento con panche ad inversione
La posizione capovolta, determinando un aumento della frequenza e gittata cardiaca, delle resistenze periferiche, del ritorno venoso e del consumo di ossigeno da parte del miocardio, è sconsigliata negli individui cardiopatici. 
Altre controindicazioni all'uso della terapia ad inversione sono
- Infezioni dell’orecchio medio
- Obesità grave
- Gravidanza
- Ernia iatale
- Glaucoma
- Distacco della retina
- Congiuntivite
- Ipertensione
- Traumi della colonna vertebrale
- Tumefazione articolare
- Ictus cerebrale recente e T.I.A.
- Osteoporosi e disturbi del metabolismo osseo
- Fratture recenti
- Protesi ossee
- Utilizzo di anticoagulanti